# Número de Thabit
En teoría de números un número de Thabit, número de Thábit ibn Qurra o número 321 es un número entero de la forma {\displaystyle 3\cdot 2^{n}-1}, siendo n un número entero no negativo. Se reconoce al matemático del siglo IX Thábit ibn Qurra como el primero en estudiar estos números y su relación con los números amigos.

## Definición
Un número de Thabit está descrito por la fórmula:
{\displaystyle 3\cdot 2^{n}-1},
donde n es un número entero no negativo {\displaystyle (n=0,1,\dots )}. 
Los primeros veinte números de Thabit son:
2, 5, 11, 23, 47, 95, 191, 383, 767, 1.535, 3.071, 6.143, 12.287, 24.575, 49.151, 98.303, 196.607, 393.215, 786.431, y 1.572.863.
Los números de Thabit representados en forma binaria tienen una longitud de {\displaystyle n+2} dígitos y consisten de un «10» seguido por n unos. Por ejemplo, para el número 23, {\displaystyle n=3}
{\displaystyle 23=3\cdot 2^{3}-1},
y en modo binario:
{\displaystyle 23=10111_{2}},
es decir, un 10 seguido de tres unos.
Los primeros diez números de Thabit que además son números primos son:
2, 5, 11, 23, 47, 191, 383, 6.143, 786.431 y 51.539.607.551.
Para abril de 2008, los valores conocidos de n con los cuales se obtiene un número de Thabit primos son:
0, 1, 2, 3, 4, 6, 7, 11, 18, 34, 38, 43, 55, 64, 76, 94, 103, 143, 206, 216, 306, 324, 391, 458, 470, 827, 1.274, 3.276, 4.204, 5.134, 7.559, 12.676, 14.898, 18.123, 18.819, 25.690, 26.459, 41.628, 51.387, 71.783, 80.330, 85.687, 88.171, 97.063, 123.630, 155.930, 164.987, 234.760, 414.840, 584.995, 702.038, 727.699, 992.700, 1.201.046, 1.232.255, 2.312.734, 3.136.255 y 4.235.414.
Los primos para {\displaystyle n\geq 234.760} fueron encontrados por el proyecto de computación distribuida 321 search. El mayor de éstos, {\displaystyle 3\cdot 2^{4.235.414}-1}, tiene 1.274.988 dígitos y fue encontrado por Dylan Bennet en abril de 2008. El récord anterior era {\displaystyle 3\cdot 2^{3.136.255}-1}, encontrado por Paul Underwood en marzo de 2007.

## Propiedades
La representación binaria del número de Thabit 3·2n-1 tiene una longitud de n+2 dígitos, que consta de "10" seguido de n veces la cifra "1".
A continuación figuran los primeros números de Thabit que son primos (Primos de Thabit o 321 primos):
2, 5, 11, 23, 47, 191, 383, 6143, 786431, 51539607551, 824633720831, ... (sucesión A007505 en OEIS)
A enero de 2022, hay 65 números primos de Thabit conocidos. Sus valores n son:
0, 1, 2, 3, 4, 6, 7, 11, 18, 34, 38, 43, 55, 64, 76, 94, 103, 143, 206, 216, 306, 324, 391, 458, 470 , 827, 1274, 3276, 4204, 5134, 7559, 12676, 14898, 18123, 18819, 25690, 26459, 41628, 51387, 71783, 80330, 85687, 88171, 97063, 123630, 155930, 164987, 234760, 414840, 584995, 702038, 727699, 992700, 1201046, 1232255, 2312734, 3136255, 4235414, 6090515, 11484018, 11731850, 11895718, 16819291, 17748034, 18196595, ...(sucesión A002235 en OEIS)
Los primos para 234760 = n = 3136255 fueron encontrados por el proyecto de computación distribuida 321 search.
En 2008, PrimeGrid se hizo cargo de la búsqueda de números primos de Thabit. Se siguen buscando y ya se hna encontrado todos los primos de Thabit hasta n = 4235414. También busca primos de la forma 3·2n+1, que se denominan Primos de Thabit de segunda clase o 321 primos de segunda especie.
Los primeros números de Thabit del segundo tipo son:
4, 7, 13, 25, 49, 97, 193, 385, 769, 1537, 3073, 6145, 12289, 24577, 49153, 98305, 196609, 393217, 786433, 1572865, ... (sucesión A181565 en OEIS)
Los primeros números primos de Thabit del segundo tipo son:
7, 13, 97, 193, 769, 12289, 786433, 3221225473, 206158430209, 6597069766657, 221360928884514619393, ... (sucesión A039687 en OEIS)
Sus valores n son:
1, 2, 5, 6, 8, 12, 18, 30, 36, 41, 66, 189, 201, 209, 276, 353, 408, 438, 534, 2208, 2816, 3168, 3189, 3912, 20909 , 34350, 42294, 42665, 44685, 48150, 54792, 55182, 59973, 80190, 157169, 213321, 303093, 362765, 382449, 709968, 801978, 916773, 1832496, 2145353, 2291610, 2478785, 5082306, 7033641, 10829346, . .. (sucesión A002253 en OEIS)

## Conexión con los números amigos
Cuando n y n-1 producen primos de Thabit (del primer tipo), y {\displaystyle 9\cdot 2^{2n-1}-1} también es primo, se puede calcular un par de números amigos de la siguiente manera:
{\displaystyle 2^{n}(3\cdot 2^{n-1}-1)(3\cdot 2^{n}-1)} y {\displaystyle 2^{n}(9\cdot 2^{2n-1}-1).}
Por ejemplo, n = 2 da el primo de Thabit 11, y n-1 = 1 da el primo de Thabit 5, de forma que el tercer término es 71. Entonces, 22=4, multiplicado por 5 y 11 da como resultado 220, cuyos divisores suman 284, y 4 por 71 es 284, cuyos divisores suman 220.
Los únicos n conocidos que satisfacen estas condiciones son 2, 4 y 7, correspondientes a los primos de Thabit 11, 47 y 383 dados por n, los primos de Thabit 5, 23 y 191 dados por n-1, y los terceros términos son 71, 1151 y 73727 (los pares de números amigos correspondientes son (220, 284), (17296, 18416) y (9363584, 9437056))

## Generalización
Para un entero b ≥ 2, una base numérica de Thabit b es un número de la forma (b+1)·bn - 1 para un entero no negativo n. Además, para un entero b ≥ 2, un número habitual de segundo tipo en base b es un número de la forma (b+1)·b n + 1 para un entero no negativo n.
Los números de Williams también son una generalización de los números de Thabit. Para un entero b ≥ 2, una base numérica de Williams b es un número de la forma (b-1)·bn - 1 para un entero no negativo n. Además, para el entero b ≥ 2, un número de Williams de segunda especie de base b es un número de la forma (b-1)·bn + 1 para un entero no negativo n.
Para un entero b ≥ 2, una base de Thabit prima b es una base numérica de Thabit b que también es prima. De manera similar, para el entero b ≥ 2, una base prima de Williams b es una base numérica de Williams b que también es prima.
Todo primo p es un primo de Thabit de primer tipo base p, un primo de Williams de primer tipo base p+2 y un primo de Williams de segundo tipo base p; si p ≥ 5, entonces p es también un primo de Thabit de segunda especie base p-2.
Es una conjetura que por cada entero b ≥ 2, hay infinitos primos de Thabit de primer tipo base b, infinitos primos de Williams de primer tipo base b e infinitos primos de Williams de segunda especie base b. Además, por cada entero b ≥ 2 que no es congruente a 1 módulo 3, hay infinitos primos de Thabit de segunda especie base b. Si la base b es congruente con 1 módulo 3, entonces todos los números de Thabit de base b de segundo tipo son divisibles por 3 (y mayores que 3, ya que b ≥ 2), por lo que no hay primos de Thabit de segundo tipo base b.
El exponente de los primos de Thabit de segunda clase no puede ser congruente con 1 mod 3 (excepto el propio 1), el exponente de los primos de Williams de primera clase no puede ser congruente con 4 mod 6 y el exponente de los primos de Williams de segunda clase no puede ser congruente con 1 mod 6 (excepto el propio 1), ya que el polinomio correspondiente a b es un polinomio irreducible. Si n = 1 mod 3, entonces (b+1)·bn + 1 es divisible por b2 + b + 1; si n = 4 módulo 6, entonces (b-1)·bn - 1 es divisible por b2 - b + 1; y si n = 1 mod 6, entonces (b-1)·bn + 1 es divisible por b2 - b + 1. En caso contrario , el polinomio correspondiente a b es un polinomio irreducible, por lo que si la conjetura de Buniakovski es verdadera, entonces hay infinitas bases b tales que el número correspondiente (para el exponente fijo n que satisface la condición) es primo. ((b+1)·bn - 1 es irreducible para todo entero no negativo n, por lo que si la conjetura de Bunyakovsky es verdadera, entonces hay infinitas bases b tales que el número correspondiente (para el exponente fijo n) es primo.
| b  | Números n tales que (b+1)·bn − 1 es primo (Primos de Thabit de primera especie base b)  | Números n tales que (b+1)·bn + 1 es primo (Primos de Thabit de segunda especie base b) | Números n tales que (b−1)·bn − 1 es primo (Primos de Williams de primera especie base b) | Números n tales que (b−1)·bn + 1 es primo (Primos de Williams de segunda especie base b) |
| 2  | (sucesión A002235 en OEIS)                                                              | (sucesión A002253 en OEIS)                                                             | (sucesión A000043 en OEIS)                                                               | 0, 1, 2, 4, 8, 16, ... (véase número de Fermat)                                          |
| 3  | (sucesión A005540 en OEIS)                                                              | (sucesión A005537 en OEIS)                                                             | (sucesión A003307 en OEIS)                                                               | (sucesión A003306 en OEIS)                                                               |
| 4  | 1, 2, 4, 5, 6, 7, 9, 16, 24, 27, 36, 74, 92, 124, 135, 137, 210, ...                    | (ninguno)                                                                              | (sucesión A272057 en OEIS)                                                               | 1, 3, 4, 6, 9, 15, 18, 33, 138, 204, 219, 267, ...                                       |
| 5  | (sucesión A257790 en OEIS)                                                              | (sucesión A143279 en OEIS)                                                             | (sucesión A046865 en OEIS)                                                               | (sucesión A204322 en OEIS)                                                               |
| 6  | 1, 2, 3, 13, 21, 28, 30, 32, 36, 48, 52, 76, ...                                        | 1, 6, 17, 38, 50, 80, 207, 236, 264, ...                                               | (sucesión A079906 en OEIS)                                                               | (sucesión A247260 en OEIS)                                                               |
| 7  | 0, 4, 7, 10, 14, 23, 59, ...                                                            | (ninguno)                                                                              | (sucesión A046866 en OEIS)                                                               | (sucesión A245241 en OEIS)                                                               |
| 8  | 1, 5, 7, 21, 33, 53, 103, ...                                                           | 1, 2, 11, 14, 21, 27, 54, 122, 221, ...                                                | (sucesión A268061 en OEIS)                                                               | (sucesión A269544 en OEIS)                                                               |
| 9  | 1, 2, 4, 5, 7, 10, 11, 13, 15, 19, 27, 29, 35, 42, 51, 70, 112, 164, 179, 180, 242, ... | 0, 2, 6, 9, 11, 51, 56, 81, ...                                                        | (sucesión A268356 en OEIS)                                                               | (sucesión A056799 en OEIS)                                                               |
| 10 | (sucesión A111391 en OEIS)                                                              | (ninguno)                                                                              | (sucesión A056725 en OEIS)                                                               | (sucesión A056797 en OEIS)                                                               |
| 11 | 0, 1, 2, 3, 4, 11, 13, 22, 27, 48, 51, 103, 147, 280, ...                               | 0, 2, 3, 6, 8, 138, 149, 222, ...                                                      | (sucesión A046867 en OEIS)                                                               | (sucesión A057462 en OEIS)                                                               |
| 12 | 2, 6, 11, 66, 196, ...                                                                  | 1, 2, 8, 9, 17, 26, 62, 86, 152, ...                                                   | (sucesión A079907 en OEIS)                                                               | (sucesión A251259 en OEIS)                                                               |

Menores k ≥  1 tales que (n+1)·nk - 1 es primo son: (empezando con n = 2)
1, 1, 1, 1, 1, 4, 1, 1, 1, 1, 2, 1, 2, 1, 1, 4, 3, 1, 1, 1, 2, 7, 1, 2, 1 , 2, 1, 2, 1, 1, 2, 4, 2, 1, 2, 2, 1, 1, 2, 1, 8, 3, 1, 1, 1, 2, 1, 2, 1, 5 , 3, 1, 1, 1, 1, 3, 3, 1, 1, 5, 2, 1483, 1, 1, 1, 24, 1, 2, 1, 2, 6, 3, 3, 36, 1 , 10, 8, 3, 7, 2, 2, 1, 2, 1, 1, 7, 1704, 1, 3, 9, 4, 1, 1, 2, 1, 2, 24, 25, 1, . ..
Menores k ≥  1 tales que (n+1)·nk + 1 es primo son: (empezar con n = 2, o con 0 si tal k no existe)
1, 1, 0, 1, 1, 0, 1, 2, 0, 2, 1, 0, 1, 1, 0, 1, 9, 0, 1, 1, 0, 2, 1, 0, 2 , 1, 0, 5, 2, 0, 5, 1, 0, 2, 3, 0, 1, 3, 0, 1, 2, 0, 2, 2, 0, 2, 6, 0, 1, 183 , 0, 2, 1, 0, 2, 1, 0, 1, 21, 0, 1, 185, 0, 3, 1, 0, 2, 1, 0, 1, 120, 0, 2, 1, 0 , 1, 1, 0, 1, 8, 0, 5, 9, 0, 2, 2, 0, 1, 1, 0, 2, 3, 0, 9, 14, 0, 3, 1, 0, . ..
Menores k ≥  1 tales que (n-1)·nk - 1 es primo son: (empezar con n = 2)
2, 1, 1, 1, 1, 1, 3, 1, 1, 1, 1, 2, 1, 14, 1, 1, 2, 6, 1, 1, 1, 55, 12, 1, 133 , 1, 20, 1, 2, 1, 1, 2, 15, 3, 1, 7, 136211, 1, 1, 7, 1, 7, 7, 1, 1, 1, 2, 1, 25, 1 , 5, 3, 1, 1, 1, 1, 2, 3, 1, 1, 899, 3, 11, 1, 1, 1, 63, 1, 13, 1, 25, 8, 3, 2, 7 , 1, 44, 2, 11, 3, 81, 21495, 1, 2, 1, 1, 3, 25, 1, 519, 77, 476, 1, 1, 2, 1, 4983, 2, 2, . ..
Menores k ≥  1 tales que (n-1)·nk + 1 es primo son: (empezar con n = 2)
1, 1, 1, 2, 1, 1, 2, 1, 3, 10, 3, 1, 2, 1, 1, 4, 1, 29, 14, 1, 1, 14, 2, 1, 2 , 4, 1, 2, 4, 5, 12, 2, 1, 2, 2, 9, 16, 1, 2, 80, 1, 2, 4, 2, 3, 16, 2, 2, 2, 1 , 15, 960, 15, 1, 4, 3, 1, 14, 1, 6, 20, 1, 3, 946, 6, 1, 18, 10, 1, 4, 1, 5, 42, 4, 1 , 828, 1, 1, 2, 1, 12, 2, 6, 4, 30, 3, 3022, 2, 1, 1, 8, 2, 4, 4, 2, 11, 8, 2, 1, . ..
Los números de Pierpont {\displaystyle 3^{m}\cdot 2^{n}+1} son una generalización de los números de Thabit del segundo tipo {\displaystyle 3\cdot 2^{n}+1}.